# Matto degli Arabi
|   | a                                                                               | b                                                                               | c                                                                               | d                                                                               | e                                                                               | f                                                                               | g                                                                               | h                                                                               |   |
| 8 | h8 re del nero · h7 torre del bianco · f6 cavallo del bianco · e1 re del bianco | h8 re del nero · h7 torre del bianco · f6 cavallo del bianco · e1 re del bianco | h8 re del nero · h7 torre del bianco · f6 cavallo del bianco · e1 re del bianco | h8 re del nero · h7 torre del bianco · f6 cavallo del bianco · e1 re del bianco | h8 re del nero · h7 torre del bianco · f6 cavallo del bianco · e1 re del bianco | h8 re del nero · h7 torre del bianco · f6 cavallo del bianco · e1 re del bianco | h8 re del nero · h7 torre del bianco · f6 cavallo del bianco · e1 re del bianco | h8 re del nero · h7 torre del bianco · f6 cavallo del bianco · e1 re del bianco | 8 |
| 7 | h8 re del nero · h7 torre del bianco · f6 cavallo del bianco · e1 re del bianco | h8 re del nero · h7 torre del bianco · f6 cavallo del bianco · e1 re del bianco | h8 re del nero · h7 torre del bianco · f6 cavallo del bianco · e1 re del bianco | h8 re del nero · h7 torre del bianco · f6 cavallo del bianco · e1 re del bianco | h8 re del nero · h7 torre del bianco · f6 cavallo del bianco · e1 re del bianco | h8 re del nero · h7 torre del bianco · f6 cavallo del bianco · e1 re del bianco | h8 re del nero · h7 torre del bianco · f6 cavallo del bianco · e1 re del bianco | h8 re del nero · h7 torre del bianco · f6 cavallo del bianco · e1 re del bianco | 7 |
| 6 | h8 re del nero · h7 torre del bianco · f6 cavallo del bianco · e1 re del bianco | h8 re del nero · h7 torre del bianco · f6 cavallo del bianco · e1 re del bianco | h8 re del nero · h7 torre del bianco · f6 cavallo del bianco · e1 re del bianco | h8 re del nero · h7 torre del bianco · f6 cavallo del bianco · e1 re del bianco | h8 re del nero · h7 torre del bianco · f6 cavallo del bianco · e1 re del bianco | h8 re del nero · h7 torre del bianco · f6 cavallo del bianco · e1 re del bianco | h8 re del nero · h7 torre del bianco · f6 cavallo del bianco · e1 re del bianco | h8 re del nero · h7 torre del bianco · f6 cavallo del bianco · e1 re del bianco | 6 |
| 5 | h8 re del nero · h7 torre del bianco · f6 cavallo del bianco · e1 re del bianco | h8 re del nero · h7 torre del bianco · f6 cavallo del bianco · e1 re del bianco | h8 re del nero · h7 torre del bianco · f6 cavallo del bianco · e1 re del bianco | h8 re del nero · h7 torre del bianco · f6 cavallo del bianco · e1 re del bianco | h8 re del nero · h7 torre del bianco · f6 cavallo del bianco · e1 re del bianco | h8 re del nero · h7 torre del bianco · f6 cavallo del bianco · e1 re del bianco | h8 re del nero · h7 torre del bianco · f6 cavallo del bianco · e1 re del bianco | h8 re del nero · h7 torre del bianco · f6 cavallo del bianco · e1 re del bianco | 5 |
| 4 | h8 re del nero · h7 torre del bianco · f6 cavallo del bianco · e1 re del bianco | h8 re del nero · h7 torre del bianco · f6 cavallo del bianco · e1 re del bianco | h8 re del nero · h7 torre del bianco · f6 cavallo del bianco · e1 re del bianco | h8 re del nero · h7 torre del bianco · f6 cavallo del bianco · e1 re del bianco | h8 re del nero · h7 torre del bianco · f6 cavallo del bianco · e1 re del bianco | h8 re del nero · h7 torre del bianco · f6 cavallo del bianco · e1 re del bianco | h8 re del nero · h7 torre del bianco · f6 cavallo del bianco · e1 re del bianco | h8 re del nero · h7 torre del bianco · f6 cavallo del bianco · e1 re del bianco | 4 |
| 3 | h8 re del nero · h7 torre del bianco · f6 cavallo del bianco · e1 re del bianco | h8 re del nero · h7 torre del bianco · f6 cavallo del bianco · e1 re del bianco | h8 re del nero · h7 torre del bianco · f6 cavallo del bianco · e1 re del bianco | h8 re del nero · h7 torre del bianco · f6 cavallo del bianco · e1 re del bianco | h8 re del nero · h7 torre del bianco · f6 cavallo del bianco · e1 re del bianco | h8 re del nero · h7 torre del bianco · f6 cavallo del bianco · e1 re del bianco | h8 re del nero · h7 torre del bianco · f6 cavallo del bianco · e1 re del bianco | h8 re del nero · h7 torre del bianco · f6 cavallo del bianco · e1 re del bianco | 3 |
| 2 | h8 re del nero · h7 torre del bianco · f6 cavallo del bianco · e1 re del bianco | h8 re del nero · h7 torre del bianco · f6 cavallo del bianco · e1 re del bianco | h8 re del nero · h7 torre del bianco · f6 cavallo del bianco · e1 re del bianco | h8 re del nero · h7 torre del bianco · f6 cavallo del bianco · e1 re del bianco | h8 re del nero · h7 torre del bianco · f6 cavallo del bianco · e1 re del bianco | h8 re del nero · h7 torre del bianco · f6 cavallo del bianco · e1 re del bianco | h8 re del nero · h7 torre del bianco · f6 cavallo del bianco · e1 re del bianco | h8 re del nero · h7 torre del bianco · f6 cavallo del bianco · e1 re del bianco | 2 |
| 1 | h8 re del nero · h7 torre del bianco · f6 cavallo del bianco · e1 re del bianco | h8 re del nero · h7 torre del bianco · f6 cavallo del bianco · e1 re del bianco | h8 re del nero · h7 torre del bianco · f6 cavallo del bianco · e1 re del bianco | h8 re del nero · h7 torre del bianco · f6 cavallo del bianco · e1 re del bianco | h8 re del nero · h7 torre del bianco · f6 cavallo del bianco · e1 re del bianco | h8 re del nero · h7 torre del bianco · f6 cavallo del bianco · e1 re del bianco | h8 re del nero · h7 torre del bianco · f6 cavallo del bianco · e1 re del bianco | h8 re del nero · h7 torre del bianco · f6 cavallo del bianco · e1 re del bianco | 1 |
|   | a                                                                               | b                                                                               | c                                                                               | d                                                                               | e                                                                               | f                                                                               | g                                                                               | h                                                                               |   |

Nel gioco degli scacchi, il matto degli Arabi (o anche matto arabo) è una posizione finale in cui il re in un angolo riceve scacco matto dalla torre dall'avversario difesa da un cavallo.
La torre attacca il re e ne impedisce la fuga in diagonale; il cavallo, a due case in diagonale dal re, protegge la torre e controlla l'altra casa di fuga accanto al re.

## Il nome
Questo tipo di matto ha anche una certa rilevanza storica visto che viene menzionato già in un antico manoscritto arabo risalente all'VIII secolo d.C..
Il nome deriva dal fatto che i pezzi dell'attaccante coinvolti, torre e cavallo, avevano le stesse regole di movimento tuttora in vigore già nello Shatranj, antenato dell'attuale gioco degli scacchi diffuso in occidente dagli arabi, di cui oltretutto erano i pezzi più potenti.

## Esempi in partita
- Anderssen-Schallopp, Berlino 1864. Emil Schallopp dà il matto degli arabi ad Adolf Anderssen.
- Nimzowitsch-Gize, Riga 1912. Sacrificio di donna e matto degli arabi ad opera di Aaron Nimzowitsch.